# تهی‌دمان
تهی‌دمان (نام علمی: Coeluridae) نام یک تیره از کلاد تهی‌دم‌خزندگان است.